# Shavano Park, Texas
Shavano Park là một thành phố thuộc quận Bexar, tiểu bang Texas, Hoa Kỳ. Năm 2010, dân số của xã này là 3035 người.

## Dân số
- Dân số năm 2000: 1754 người.
- Dân số năm 2010: 3035 người.